# Clinopodium domingense
Clinopodium domingense là một loài thực vật có hoa trong họ Hoa môi. Loài này được (Urb. & Ekman) Govaerts mô tả khoa học đầu tiên năm 1999.